# عامر الجادر الأزدي
عامر بن عمرو بن جعثمة بن يشكر بن مبشر بن صعب بن دهمان بن نصر بن زهران (نحو 150م - 200م): جاهلي مكي، نزل جده جعثمة الزهراني تهامة مكة بعد خروجهم من مأرب، فحالف الديل بن بكر بن عبد مناة بن كنانة، وتصاهروا، فنشأ عامر الجادر بينهم، وفي ذلك قال محمد بن السائب الكلبي والواقدي:«وكان جعثمة خرج أيام خرجت الأزد من مأرب فنزل في بني الديل بن بكر بن عبد مناة بن كنانة فحالفهم وزوجهم وزوجوه»، ثم حالف عامر الجادر نفاثة بن عدي بن الدئل، وبنوه فيهم، ومنهم بالمدينة المنورة يعرفون بالجدرة، وفي ذلك قال ابن الكلبي:«الجادر الذي بنى جدار الكعبة هو عامر بن عمرو بن جعثمة بن يشكر بن مبشر بن صعب بن دهمان، وقعوا في بني الدَّيل أَيام خرجوا من مأرب، فحالف عامر نفاثة بن عدي بن الديل، فهم معهم».ويقال أن عامر أَوَّل من جدَّر الكعبة - أي جعل لها جداراً - كي يحميَها من السيول، فسُمِّي بالجادر، وذلك في آخر زمن ولاية جرهم الثانية لمكة نحو سنة 170م، وذلك قبل ولاية خزاعة التي امتدت ثلاثمائة عام حتى ذهبت السدانة إلى حفيده قصي بن كلاب نحو 470م.
وهو الجد الخامس لفاطمة بنت سعد بن سيل وهو خير بن حمالَة بن عَوْف بن غنم بن عَامر الجادر (نحو 375م - 450م): عاشت جل حياتها في القرن الخامس الميلادي، وهي زوجة كلاب بن مرة، وأم زهرة بن كلاب وقصي بن كلاب (400م - 480م) الجد الرابع للنبي ﷺ.وفي ذلك قال مصعب بن عبد الله الزبيري:«أم قصي وهي فاطمة بنت سعد بن سيل وهو خير بن حمالة بن عوف بن غنم بن عامر الجادر من الأزد».تزوجة فاطمة بعد وفاة كلاب بن مرة رجل يدعى ربيعة بن حرام من قبيلة عذرة فولدت له رزاح،وفي ذلك حدث الواقدي وابن إسحاق وابن جريج ومحمد بن السائب الكلبي - يزيد أحدهما على صاحبه - قالوا:«ولدت فاطمة بنت سعد لكلاب بن مرة، زهرة بن كلاب ثم مكثت دهرا، ثم ولدت قصيا فسمي زيدا. وتوفي كلاب بن مرة، وقدم ربيعة بن حرام بن ضنة بن عبد بن كبير بن عذرة بن سعد بن زيد أحد قضاعة، فاحتملها إلى بلاده من أرض عذرة من أشراف الشام إلى سرغ وما دونها، فتخلف زهرة بن كلاب في قومه لكبره، وحملت قصيا معها لصغره وهو يومئذ فطيم، فسمي قصيا لتقصيها به إلى الشام، فولدت لربيعة رزاحا، وكان قصي ينسب إلى ربيعة بن حرام».
أشتهر من ذرية الجادر: سعد بن سيل (خير) بن حمالَة بن عَوْف بن غنم بن عَامر الجادر، وكان فيما يقال أول من حلى السيوف بالفضة والذهب بمكة، وكان أهدى إلى كلاب بن مرة مع ابنته فاطمة سيفين محليين، فجعلا في خزانة الكعبة. وهو أشجع أهل زمانه، وفيه قول الشاعر هون بن أبي عمرو العذري أحد بني عذرة:

## النسب
ينحدر عامر الجادر من الأزد، وجده السابع أو الثامن هو زهران، وفي نسبه قولين هما:
- هو: عامر بن عمرو بن جعثمة بن يشكر بن مبشر بن صعب بن دهمان بن نصر بن زهران بن كعب بن الحارث بن كعب بن عبد الله بن مالك بن نصر بن الأزد بن الغوث بن نبت بن مالك بن أدد بن زيد بن كهلان، وهو قول محمد بن السائب الكلبي والشرقي بن القطامي والواقدي.[16][17]ويقال: عامر بن عمرو بن خزيمة بن جعثمة بن يشكر بن مبشر بن صعب بن دهمان بن نصر بن زهران، وهو قول ابن إسحاق.[18]
- زوجته: بنت الحارث بن مضاض الأصغر الجرهمي،[19][20]وهي خالة جندلة بنت عامر بن الحارث بن مضاض الأصغر الجرهمي أم فهر بن مالك،[21][22]ويقال أنها اخت جندلة بنت الحارث بن مضاض الأصغر، فيكون عامر الجادر بذلك عديلاً لمالك بن النضر.[23][24]